# Cardano blockchain

Logo Cardano

Cardano – sieć blockchain oparta na Proof of Stake (PoS), który jest jednym z rodzajów algorytmów konsensusu dla sieci blockchain. Jest rozwijana jako zdecentralizowana platforma programistyczna aplikacji (DApp), z blockchainem obsługującym wiele aktywów (ang. multi-asset ledger) i weryfikowalną inteligentnymi kontraktami (ang. smart contracts). Wewnętrzną kryptowalutą Cardano jest ADA (symbol: ₳).

## Historia
Platforma rozpoczęła rozwój w 2015 roku i została uruchomiona w 2017 roku przez Charlesa Hoskinsona (współzałożyciela Ethereum i BitShares).
Kryptowaluta Ada zadebiutowała z kapitalizacją rynkową w wysokości 600 milionów dolarów. Pod koniec 2017 roku miała kapitalizację rynkową w wysokości 10 miliardów dolarów, w 2018 już 33 miliardy dolarów. Obecnie z wartością 37 miliardów dolarów (stan na dzień 10.03.2021) jest jedną z pięciu kryptowalut o największej kapitalizacji rynkowej.

## Aspekty techniczne
W przeciwieństwie do wielu innych blockchainów, Cardano nie opiera się na podstawach technicznych zaczerpniętych z Bitcoin lub innych systemów kryptowalut. Zamiast tego IOHK (firma technologiczna założona przez Charles Hoskinson i Jeremy’ego Wooda) rozpoczęła współprace z wiodącymi na świecie naukowcami w zakresie badań podstawowych, z których większość podlega wzajemnej ocenie akademickiej. Wszystkie badania i specyfikacje techniczne i inne działania związane z rozwojem Cardano, są dostępne publicznie. Cardano zostało zaprojektowane przez globalny zespół ekspertów, z dyscyplin takich jak systemy rozproszone, języki programowania, teorię gier i jest opracowywane wspólnie z IOHK, Fundacją Cardano i Emurgo.
IOHK rozwija technologię, Fundacja Cardano jest odpowiedzialna za nadzór nad rozwojem i promocją Cardano, a Emurgo napędza komercyjne wdrożenie. Wymienione podmioty są „opiekunami”, ponieważ sieć jest w pełni zdecentralizowana (od 31.03.2021 godz. 21:44:51 GMT) i to społeczność decyduje o jej przyszłości poprzez zaawansowane funkcje zarządzania.
Rozwój Cardano został podzielony na pięć er: Byron, Shelley, Goguen, Basho i Voltaire. Każda era koncentruje się wokół określonych zestawów funkcji wymienionych w planie prac (ang. roadmap). Prace nad każdą erą odbywają się równolegle.